# Edgewood (Iowa)
Edgewood – miasto w Stanach Zjednoczonych, w stanie Iowa, w hrabstwie Clayton. W 2000 liczyło 923 mieszkańców.